# Rue du Berger, 16-18
La maison se trouvant aux numéros 16 et 18 de la rue du berger, est une ancienne maison bourgeoise de style Empire, construite aux environs de 1820, dans la commune d'Ixelles, à Bruxelles. Ni l'architecte ni le propriétaire d'origine ne sont connus à ce jour. Il faut s'imaginer la rue du berger au début du XIXe siècle, lorsque le quartier était au commencement de son développement urbanistique. La façade a subi plusieurs transformations et rénovations durant le XXe siècle mais elle reste reconnaissable.

## Description de la façade
L'élévation des immeubles 16 et 18 est principalement remarquable par sa couleur bordeaux et ses encadrements peints en beige. Cependant, un œil attentif pourrait distinguer les briques de grande taille se cachant par-dessous la peinture. La façade d'origine était donc probablement vêtue de briques d'une couleur plus sobre, s'adaptant volontiers à un style plus « classique » et campagnard, adapté à l'Ixelles du début du XIXe siècle.
La maison originale mesurait presque seize mètres de long et comptait cinq travées symétriques. Actuellement la façade propose six travées, en précisant que la dernière travée, à l'extrême droite de la façade, est incomplète. Celle-ci se trouve être une extension datant de 1934. De plus, elle englobe sur toute sa hauteur cinq niveaux, en comptant la cave et l'étage sous toiture. Les trois niveaux principaux et visibles depuis la rue se présentent dégressivement de bas en haut.

### Le rez-de-chaussée
L'élévation générale de la bâtisse se manifeste de manière « classique » ou plutôt néo-classique. En effet, la répétition égale et symétrique des baies encercle l'entrée, laquelle se doit d'être traditionnellement centrée. L'entrée dans la bâtisse est donc mise en évidence par deux pilastres à chapiteau dorique soutenant un haut entablement et lui-même recouvert d'une simple corniche. Le tout s'exprime sobrement, uniquement peint en beige.

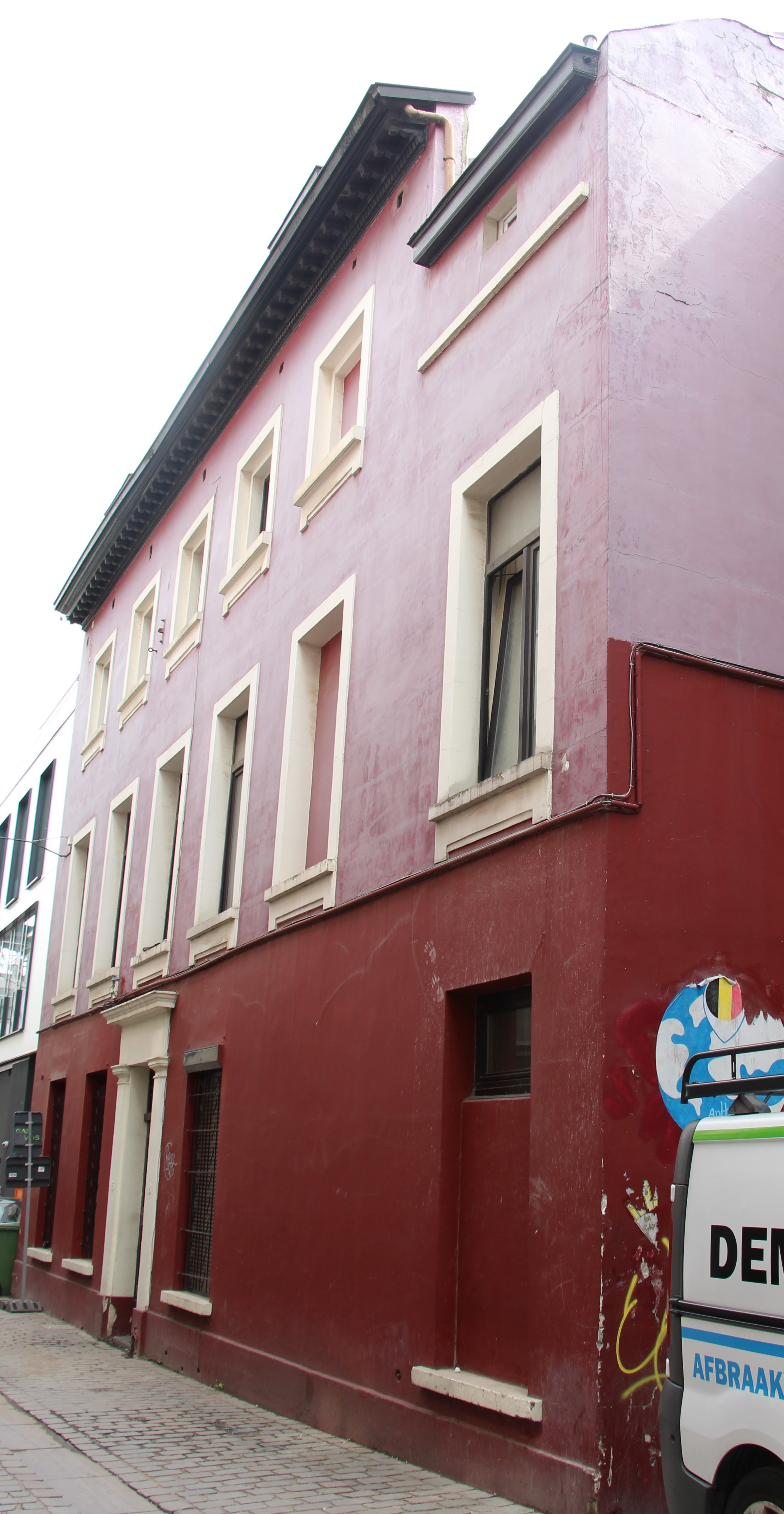
Façade rue du berger 16-18

La base des deux pilastres se dissimule sous la couleur rouge de la peinture. Pourtant, elle est bien visible et se confond par un léger décalage par-dessus le soubassement. Ce socle porte l'édifice et relie l'entrée aux extrémités de la façade. A noter que le pied du pilastre de l'immeuble 18 est doté d'un décrottoir, aussi appelé gratte-pied mis en valeur par une moulure discrète.
Avant d'entrer dans la maison, il faut passer par la marche du seuil en pierre bleue qui nous met face à face avec la porte d'entrée en bois. Manifestement, elle a été remplacée. La porte à un ventail est divisée en trois parties principales. Il y a tout au-dessus une fenêtre à imposte protégée par des petits fers forgés. Au milieu, on y voit le panneau du haut, opaque, aux motifs et influences exotiques. Le panneau du bas, lui, est composé d'une forme en langue d'oiseau renfermant un tirant et entouré de rayure en relief. Même si la porte n'est pas d'origine, l'influence du style Empire et de son goût pour les formes « exotiques » se marque sur la nouvelle porte. Sur le montant gauche de la porte, l'entrée de serrure est discrète ainsi que les cinq portes étiquettes entre les deux panneaux. Les archives datant de 1934 confirment déjà la séparation de l'ancienne maison bourgeoise en deux immeubles (16 et 18). Les portes étiquettes prouvent que la maison a été redécoupée en cinq appartements de part et d'autre du grand hall d'entrée se trouvant face à la porte d'entrée.
Les baies du rez-de-chaussée se présentaient autrefois au nombre de quatre, de part et d'autre de la porte d'entrée. Il n'en reste plus que trois puisque la quatrième percée a complètement été bouchée. La vitrine de l'extension se trouvant à droite de la façade, quant à elle, a été obstruée d'une étonnante manière. En effet, la fenêtre d'imposte est encore apparente alors que le reste de l'ancienne baie est maçonnée et repeinte.
Les baies se trouvent à 73 centimètres du trottoir et font 2,60 mètres de hauteur, ce qui en fait des vitrines. Aujourd'hui, des grilles de défense en fer forgé ont été placées au-devant des baies pour des raisons de sécurité. De plus, des volets roulants ont aussi été intégrés. Derrière ce volet, se cache une baie à deux ouvrants avec une imposte entourée par des châssis en bois foncé. Toutes les vitrines du rez-de-chaussée sont munies d'un seuil en pierre. En 1934, lors des travaux de rénovation, la commune d'Ixelles a exigé que ces appuis ne dépassent pas douze centimètres de large.
Enfin, le dernier élément du rez-de-chaussée qui se distingue, est le soupirail en fer. Il témoigne de la présence d'une cave. Elle s'explique par les travaux de transformation et d'appropriation accordés par la commune d'Ixelles en 1934. En effet, elle a autorisé les travaux aux immeubles rue du berger 16-18 à plusieurs conditions, dont l'une étant de faire construire à l'intérieur de la propriété, où il n'existe pas d'égout public, une cave voutée pour recevoir les déjections des latrines.

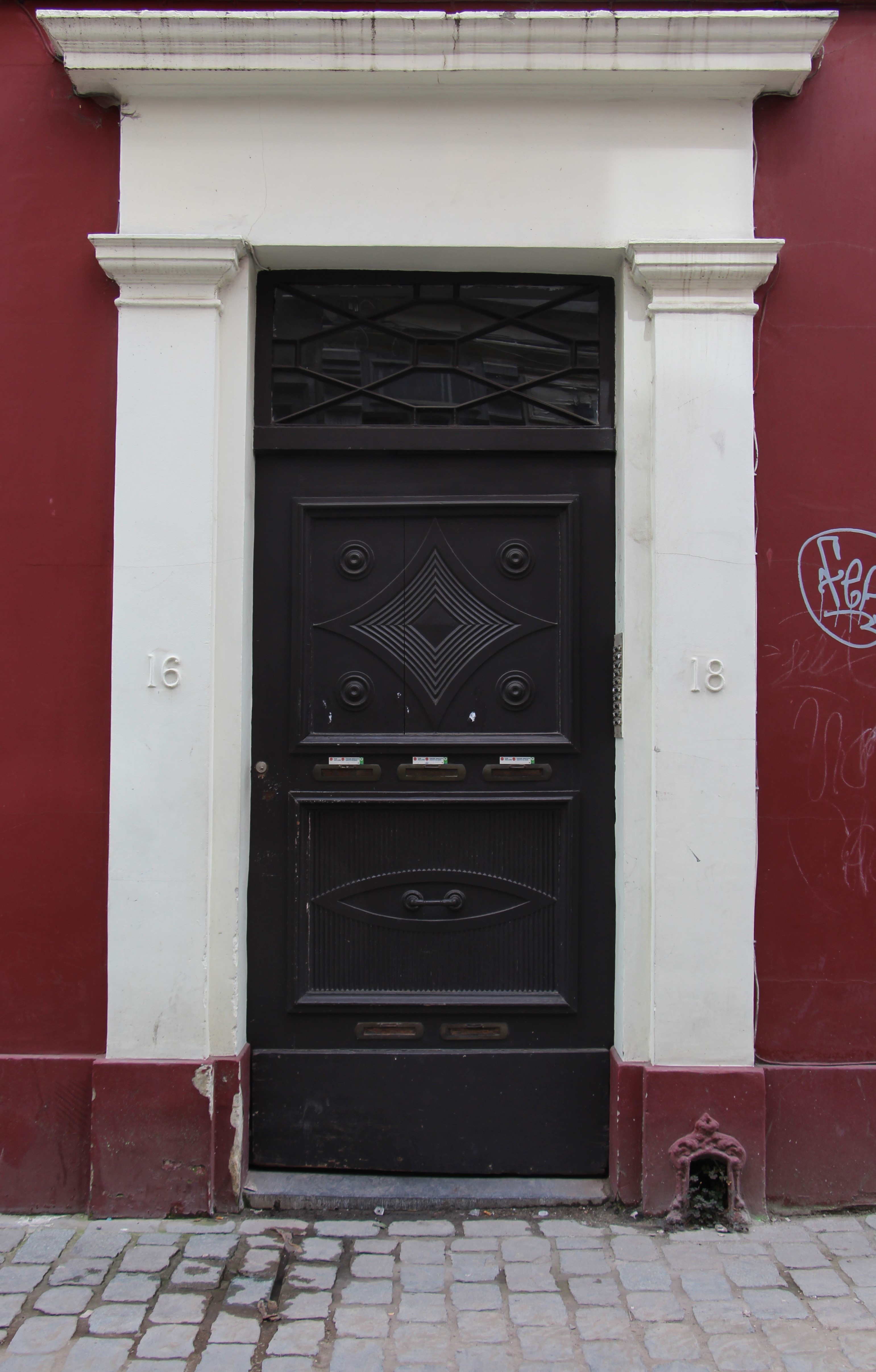
Porte d'entrée

### Le premier étage
Ce qui marque l'étage, ce sont les cinq chambranles beiges entourant les hautes baies. Seule l'une des six ouvertures ne bénéficie pas de baies vitrées car elle a également été rebouchée et repeinte en bordeaux. Les autres baies, elles, sont soulignées par le même seuil en pierre que celui du rez-de-chaussée et par une allège à deux crochets. La découpe des fenêtres est la même qu'au rez-de-chaussée, c'est-à-dire qu'elles sont à deux ouvrants avec une imposte. Des châssis en bois, d'une couleur foncée presque noire, encadrent les simples vitrages. Ils ont été vraisemblablement renouvelés.
La hauteur des baies du rez-de-chaussée et du premier étage est identique. D'ailleurs, la hauteur sous plafond des pièces du rez-de-chaussée est de 3,48 mètres pour 3,54 mètres au premier étage. Il n'y a que six centimètres de différence.

### Le deuxième étage
La première différence entre le premier et le deuxième étage est la hauteur sous plafond intérieur. En effet, le deuxième étage fait 2,6 mètres de hauteur alors que le premier étage est plus haut de 95 centimètres. Par conséquent, la hauteur des ouvertures sur la façade est également transformée. Les baies n'ont donc plus d'imposte mais gardent les deux ouvrants. Les chambranles beiges sont toujours présents ainsi que le seuil en pierre et les allèges en crochet. Un deuxième encadrement en décalage avec le premier souligne encore plus la forme presque carrée des baies de l'étage.
En amont des baies, l'étage est discrètement marqué par des trous de boulin et deux ancres en I. Les trous de boulin sont placés de manière irrégulière contrairement au reste de la façade. On peut considérer qu'ils étaient autrefois recouverts de caches boulins.

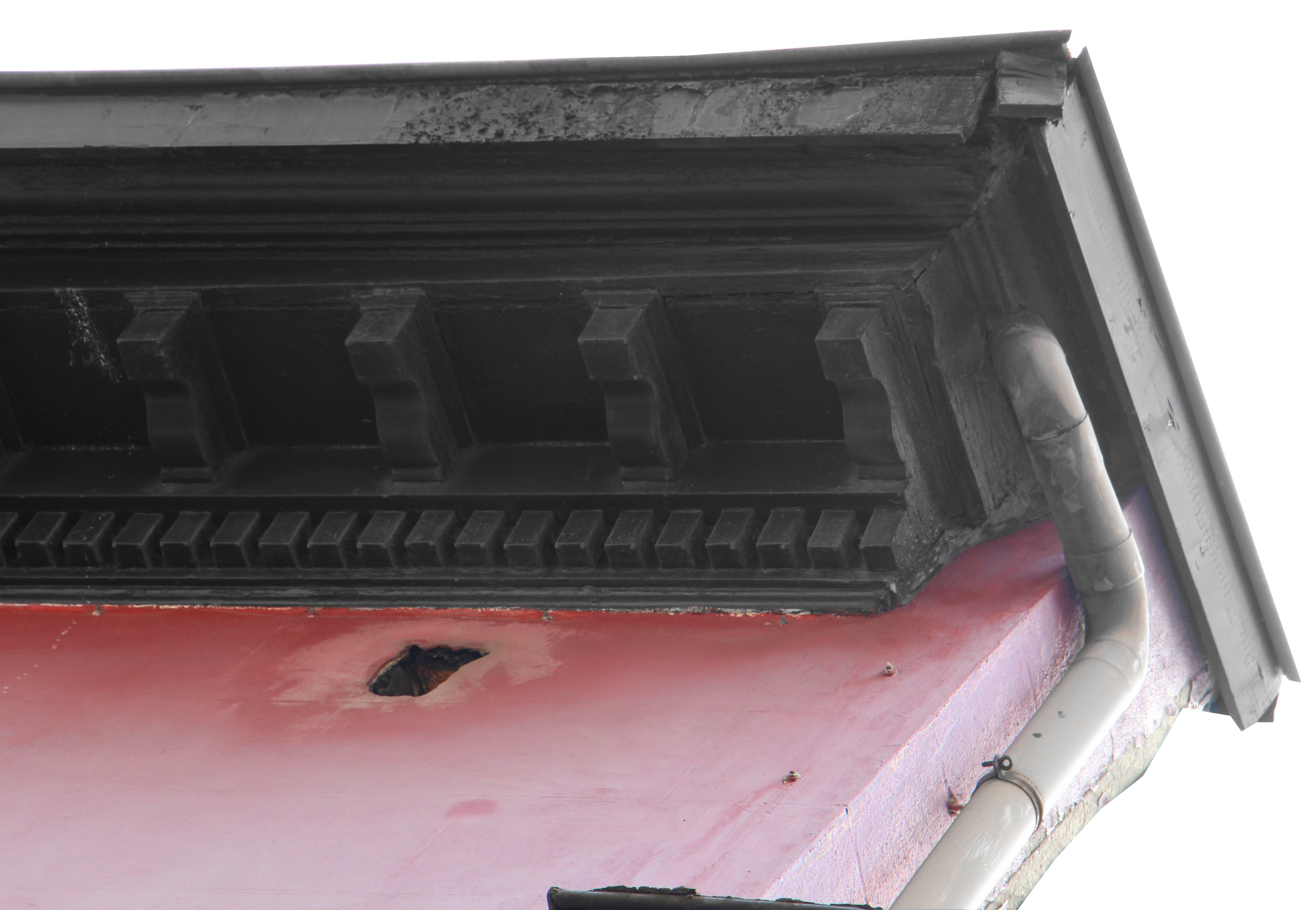
Corniche denticulée à modillons

Le deuxième étage est également marqué par l'asymétrie de l'extension qui voit apparaître la corniche et le début du pan de toiture à la place d'une potentielle sixième baie. Un seuil en pierre, faisant la largeur de l'extension est placé au même niveau que les autres seuils. Cependant, il ne souligne aucun élément constructif ou architectural. Seule une meurtrière moderne a été ajoutée plus en hauteur. La corniche de l'extension est différente de celle de la façade d'origine.

### La toiture
La façade s'achève par une corniche denticulée à modillons en bois ancien. Il annonce le début de la toiture débordante à deux versants. Malgré l'exiguïté de la rue du berger, on parvient à apercevoir deux lucarnes rampantes s'invitant au-dessus de la corniche et annonçant un cinquième niveau.

## Historique de la maison
Une trace dans les archives d'Ixelles démontre que la maison a subi des travaux de rénovation et de transformation à deux reprises. Une fois en 1934 par le propriétaire, Mr F. Bidart, et une seconde fois en 1940, toujours sous l'action du même propriétaire. La commune d'Ixelles a autorisé ces travaux sous certaines conditions, correspondant aux règles urbanistiques en vigueur à cette époque. Aucun document relatif à cette bâtisse n'a été retrouvé avant 1932, rendant aléatoire les projections que nous pourrions faire quant au passé de la maison. Tout ce qu'on peut imaginer être « d'origine » ne sont que des déductions, basées sur l'histoire du Haut-Ixelles, l'histoire de la rue et le style Empire émergeant à la même période. La Belgique étant sous l'occupation française, aucun document urbanistique n'a été conservé de cette époque-là.